# Skotsk whisky

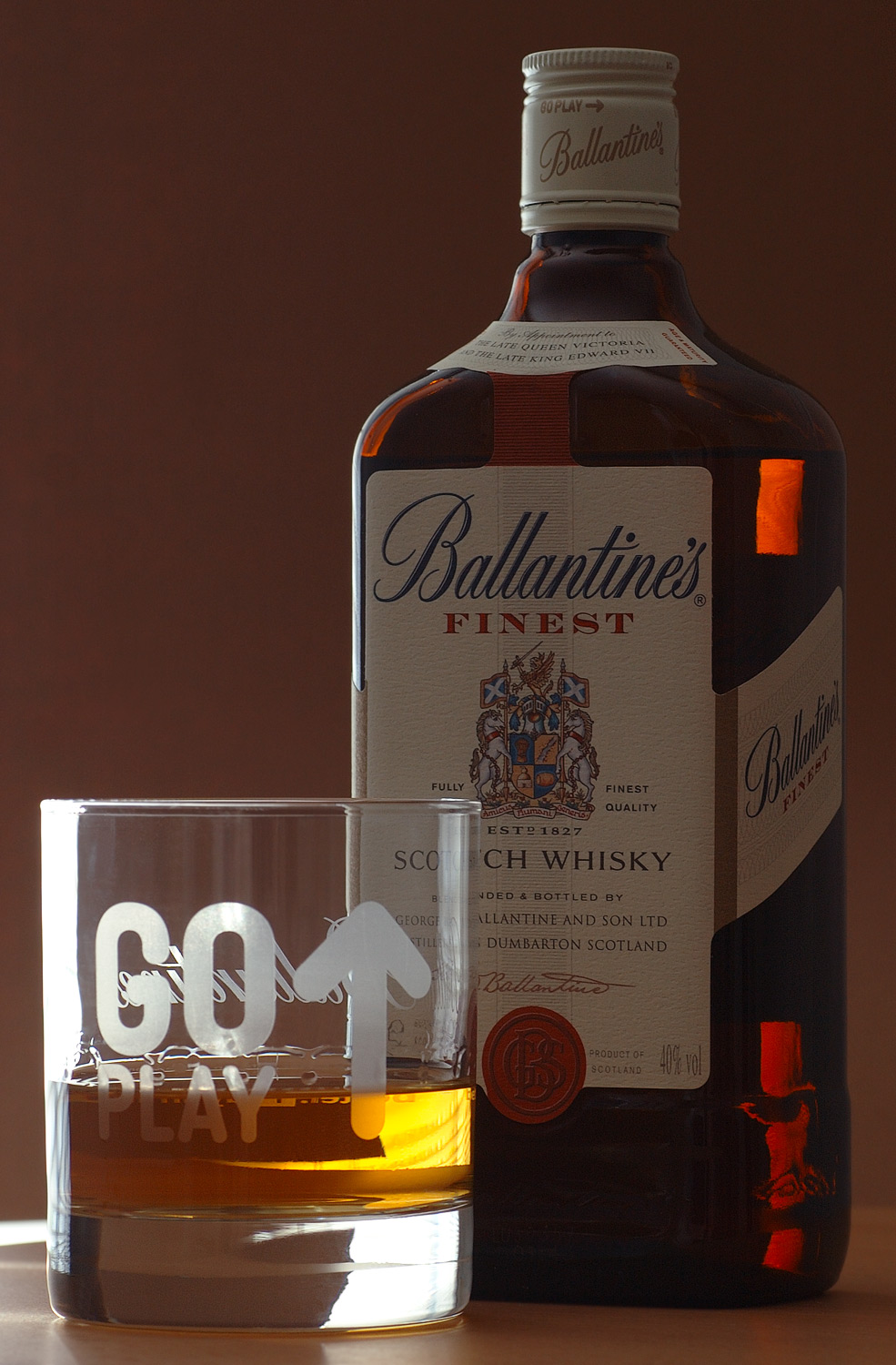
Blended Scotch Whisky, en typ av skotsk whisky.

Skotsk whisky, Scotch, är whisky från Skottland.
Enligt brittisk lagstiftning ska en whisky uppfylla följande villkor för att kunna kallas skotsk whisky:
- whiskyn måste ha mognat på ekfat i minst tre år.
- lagringen ska ha skett på tullens lager i Skottland.
- alkoholhalten ska vara minst 40 %.

## Whiskytyper
Skotsk whisky uppdelas i följande:
- grainwhisky
- maltwhisky
- single malt whisky (maltwhisky från ett destilleri)
- vatted malt (en blandning av maltwhisky från olika destillerier)
- blended whisky (en blandning mellan malt- och grainwhisky)

## Regioner

### Whiskyns regioner
Normalt indelas skotsk maltwhisky i regionerna Lowland, Highland, Speyside, Islay och Campbeltown. Andra indelningar förekommer också, till exempel betraktas ibland övriga öar som en region som kallas Islands (dit då inte Islay räknas). 
Gränsen mellan whisky som betecknas Highland och Lowland går längs en imaginär linje mellan Dundee och Greenock. (Whiskyindustrins definition skiljer sig från den gängse definitionen enligt traditionell skotsk geografi. Ursprungligen indelades whiskyn i Highland och Lowland baserat på olika skatteregler.) I de skotska högländerna finns också området Speyside, invid floden Spey, halvön Kintyre med staden Campbeltown och ön Islay, som dock räknas som egna whiskyregioner. Whisky från en region har ofta, men långt ifrån alltid, märkbara likheter i karaktären. 
- Lowlands. Här finns cirka fyra aktiva destillerier.
- Highlands, ibland med undergruppen Islands. Highlands är den klart största regionen geografiskt med stora interna skillnader i karaktär.
- Speyside. Här finns ungefär hälften av Skottlands drygt 100 aktiva destillerier.
- Campbeltown. I denna hamnstad i väst finns tre destillerier, varav ett, Springbank, gör tre olika varianter av maltwhisky. (I början av 1900-talet fanns ca 30 destillerier i och runt Campbeltown.)
- Islay. På ön Islay finns nio aktiva destillerier varav ett är nybyggt och startade 2018, ett planeras återöppna 2020[uppföljning saknas] och två ytterligare projekteras. Se Islaywhisky.